# Xiao Guodong
Xiao Guodong (chinesisch 肖国栋, Pinyin Xiao Guódòng; * 10. Februar 1989) ist ein chinesischer Snookerspieler.

## Karriere

### Amateur
Erstmals international in Erscheinung trat Xiao Guodong als Wildcard-Spieler bei den China Open 2005. Er verlor mit 3:5 gegen Dave Harold. Zwei Jahre später gewann er bei seinem zweiten Auftritt bei den China Open sein Wildcardmatch gegen Tom Ford und unterlag dann Matthew Stevens. Durch seinen Sieg bei der U21-Asienmeisterschaft qualifizierte er sich für die Saison 2007/08 der Main Tour. Sein erstes Jahr als Profi verlief jedoch, trotz einiger bemerkenswerter Ergebnisse wie einem 5:0-Sieg über Jimmy White bei der Northern Ireland Trophy, nicht sehr erfolgreich; am Ende der Saison lag er auf Rang 84 der Snookerweltrangliste, was für den Verbleib auf der Profitour nicht ausreichte. 
Im Jahr darauf erhielt er als Amateurspieler für beide Ranglistenturniere in China eine Wildcard. Während er beim Shanghai Masters 2008 sein Auftaktmatch gegen Jimmy White verlor, zog er bei den China Open 2009 durch Siege über Michael Holt und Landsmann Ding Junhui ins Achtelfinale ein, wo er dem dreifachen Weltmeister Ronnie O’Sullivan mit 3:5 unterlag. In der Saison 2008/09 gewann er 2 der 8 Turniere der Pontin’s International Open Series und belegte in der Gesamtwertung den zweiten Platz, womit die Rückkehr auf die Main Tour gesichert war.

### Zweiter Anlauf
Zwar konnte er sich in der Saison 2009/10 nicht für die Endrunde eines Ranglistenturniers qualifizieren, aber er gewann deutlich mehr Qualifikationsspiele als in seiner Debütsaison zwei Jahre zuvor. Am Ende der Saison wurde er auf Platz 75 geführt. Damit verpasste er die sportliche Qualifikation für die folgende Saison, er erhielt vom Weltverband allerdings eine Wildcard.
In der Saison 2010/11 konnte er seinen Aufwärtstrend bestätigen. Er qualifizierte sich zwar erneut nicht für die Endrunde eines Ranglistenturniers, doch verlor er auch keines seiner Auftaktspiele in der Qualifikation. Bei der UK Championship überstand er drei Qualifikationsrunden und verlor erst dann mit 7:9 gegen Judd Trump. Am Ende der Saison reichte es für Platz 64 der Weltrangliste und damit gerade noch für eine Verlängerung der Main-Tour-Zugehörigkeit.

### Etablierung
Die Saison 2011/12 begann ebenfalls erfolgreich. Beim zweiten PTC-Event in Gloucester drang er bis ins Halbfinale vor, nachdem er bereits beim ersten PTC-Turnier das Viertelfinale erreicht hatte. Beim Warsaw Classic 2011 (ebenfalls Teil der PTC-Serie) gab es einen weiteren Viertelfinaleinzug. Bei den PTC-Grand Finals im März 2012 setzte sich Xiao, der mit einer eingegipsten, gebrochenen linken Hand spielte, gegen Dominic Dale und Judd Trump durch, ehe er im Viertelfinale Andrew Higginson mit 1:4 unterlag. Bei den anderen großen Turnieren kam er zwar nur wieder bei der UK Championship über die zweite Runde hinaus, trotzdem verbesserte er sich bis auf Platz 41.
Zu Beginn der nächsten Saison stand er bei den Australian Open erstmals unter den letzten 32 in einem Ranglistenturnier außerhalb der PTC-Tour. Dies konnte er beim German Masters wiederholen. Daneben war er aber wieder vor allem bei den kleinen PTC-Turnieren erfolgreich und beim Finalturnier schaffte er erneut den Sprung ins Viertelfinale.
Neben der Main Tour nahm er auch an den 4. Asian Indoor & Martial Arts Games 2013 im koreanischen Incheon teil. Er besiegte im Finale des Six-Red-Snooker-Wettbewerbs den Iraner Amir Sarkhosh mit 5:4 und erhielt die Goldmedaille.

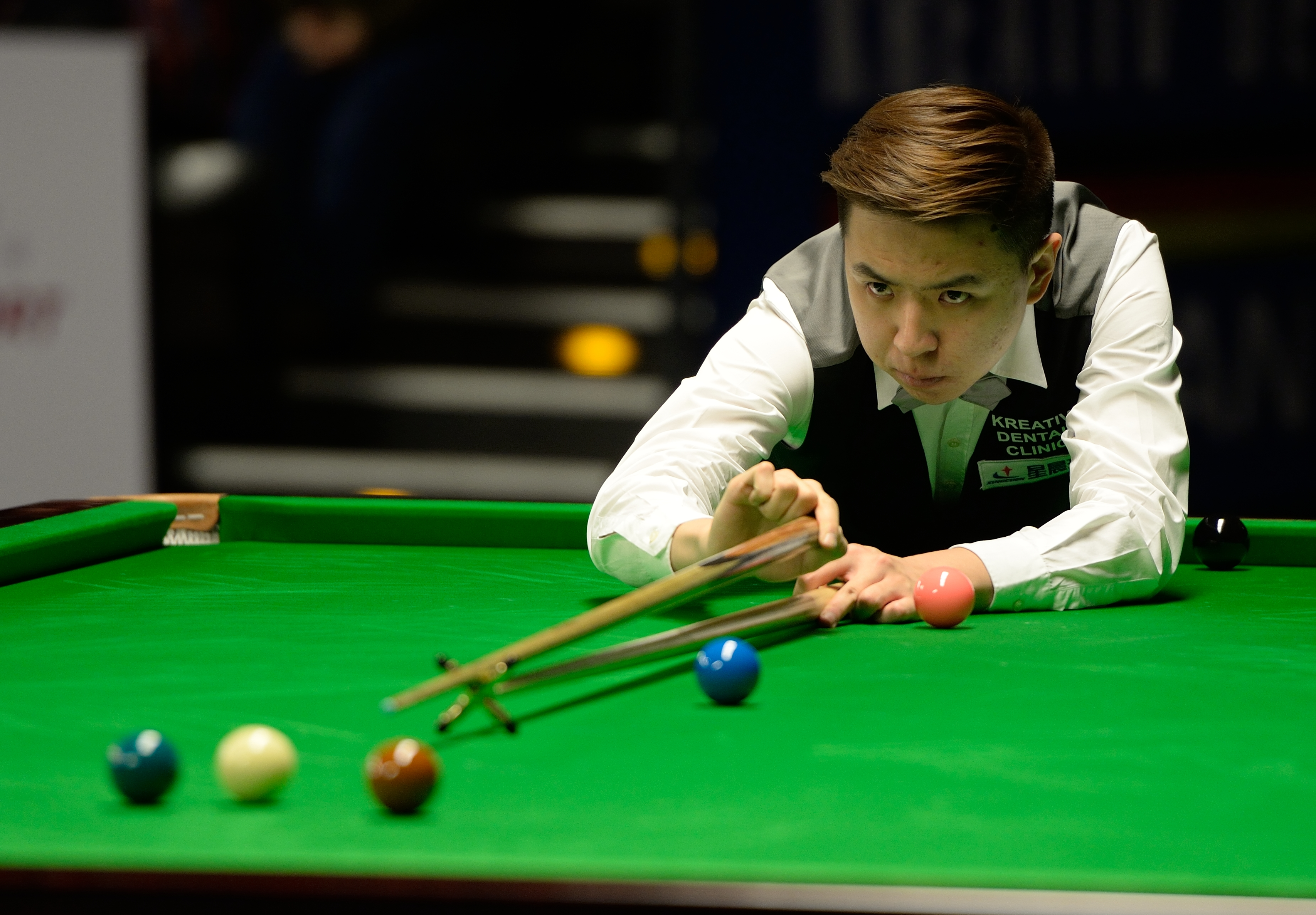
Xiao Guodong beim German Masters 2015

### Saison 2013/14
Zu Beginn der Saison 2013/14 kam Xiao beim Wuxi Classic das Achtelfinale. Im September 2013 erreichte Xiao beim Shanghai Masters zum ersten Mal das Finale eines Weltranglistenturniers, wo er sich aber seinem Landsmann Ding Junhui mit 6:10 geschlagen geben musste. Damit stieg er auch in die Top 32 der Welt auf. Beim German Masters stand er danach im Viertelfinale, bei weiteren Turnieren erreichte er die Hauptrunde, darunter erstmals auch bei der Weltmeisterschaft. Seine erste Partie im Crucible Theatre verlor er mit 8:10 gegen Ali Carter. Das Spieljahr beendete er auf Platz 23 der Weltrangliste.

### Saison 2014/15 und Saison 2015/16
Im Jahr darauf kam er in Australien bis ins Halbfinale, sein zweitbestes Ergebnis bei einem vollwertigen Weltranglistenturnier. Zweimal erreichte er Achtelfinals und nahm damit nach dem German Masters mit Platz 19 seine beste Weltranglistenplatzierung ein. Bei seiner ersten Teilnahme an der Championship League erreichte er die zweite Gruppenphase. Beim Snooker Shoot-Out 2015 stand er im Finale und verlor nur knapp gegen den Waliser Michael White.
In der Saison 2015/16 stand Xiao dann unter dem Druck, die zwei Jahre zuvor gewonnenen Punkte zu verteidigen. Doch bei fast allen Turnieren war für ihn spätestens nach der zweiten Runde Schluss, nur bei der WM konnte er mit dem Erreichen der letzten 48 ein paar Punkte retten. Dennoch fiel er bis auf Platz 51 zurück. Erst im Jahr darauf folgten wieder gute Ergebnisse mit dem Viertelfinale beim Riga Masters und dem Achtelfinale bei den English Open, wo er mit Neil Robertson auch einmal einen Spitzenspieler schlug.

### Saison 2016/17
In der Saison 2016/17 erreichte er das Finale der Snooker Shoot-Out 2017, wo er gegen Anthony McGill verlor. Bei der Weltmeisterschaft spielte er nach drei Siegen in den Qualifikationsspielen in der ersten Runde der Hauptrunde gegen Ryan Day, den er mit 10:4 schlug.

### Saison 2024/25
Bei den Wuhan Open holte er sich seinen ersten Titel eines Ranglistenturniers. Er besiegte seinen Landsmann Si Jiahui mit 10:7.

## Erfolge

### Titel bei Ranglistenturnieren
- Wuhan Open (2024)

### Erfolge bei anderen Turnieren
- ACBS-U21-Asienmeisterschaft: Sieger 2007
- Chinese National Championship: Sieger 2011
- Asian Indoor & Martial Arts Games: Sieger 2013 im Six-Red-Snooker